# Esportazione della rivoluzione
L'esportazione della rivoluzione è l'azione di un governo rivoluzionario di un Paese vittorioso di promuovere rivoluzioni simili in aree non governate o in altri Paesi come manifestazione di un certo internazionalismo rivoluzionario, come l'internazionalismo proletario marxista.
L'accademico Fred Halliday analizza i tratti dell'esportazione della rivoluzione attraverso casi di studio della Rivoluzione francese, della Russia sovietica/Unione Sovietica, della Repubblica popolare cinese, della Cuba di Fidel Castro e dell'Iran dell'Ayatollah Khomeini.